# Šiš (vulcano)
Lo Šiš (in russo Шиш?) è un vulcano dormiente situato nella parte orientale della Kamčatka, in Russia. 

## Descrizione
Il vulcano è il punto più alto dei monti Kumroč che sono la parte nord-orientale della Catena Orientale. Ha un'altezza assoluta di 2340 m (secondo altre fonti 2399 m o 2346 m). L'area della struttura vulcanica è di circa 30 km². Il vulcano è costituito principalmente da basalto, la sua formazione risale al Pleistocene. Nella parte superiore sono presenti 2 coni di cenere ed un campo di fumarole.